# Eucropia
Eucropia é um gênero de traça pertencente à família Arctiidae.